# Stefano Moretti
Stefano Moretti (San Gemini, 18 novembre 1952) è un politico italiano presidente della provincia di Terni dal 1989 al 1991.

## Biografia
Stefano Moretti, è nato a San Gemini, provincia di Terni, nel 1952. Si iscrive al Partito Socialista Italiano molto giovane, dove milita prima nella Provincia di Terni, per poi diventare un dirigente del PSI in ambito regionale e nazionale, impegnato prima nella Federazione dei Giovani Socialisti e poi nella Federazione Nazionale del PSI, ottenendo incarichi sia esterni che interni al partito.
La sua elezione a Presidente della Provincia di Terni avvenne nell'ambito di profonde divisioni interne al PSI. Moretti fu eletto nel 1989 dopo che il PSI ebbe aperto la crisi alla Provincia di Terni (allora retta da una giunta con comunisti e repubblicani), ma il presidente socialista Zefferino Cerquaglia si rifiutò di dimettersi. Dopo che il PSI ebbe invitato i propri assessori alle dimissioni per «approfondire e rilanciare l'azione nell'ambito dell'amministrazione provinciale» e per «consentire un chiarimento». Ma Cerquaglia oppose un rifiuto «È venuta meno - si legge in un comunicato socialista dell'epoca - la fiducia del gruppo consiliare nell'attuale presidente della Provincia», e dunque le dimissioni dell'assessore Stefano Moretti «sanciscono il ritiro ufficiale del PSI» dalla giunta provinciale.
Orvietano di adozione, esercita la libera professione di dottore commercialista. È stato, tra l’altro, vice Presidente della Giunta Regionale dell’Umbria, esperienze che lo hanno portato al diretto contatto con gente e tradizioni della Regione dell'Umbria, comprese quelle dei vini e dei cibi unite alla passione personale per la cucina in generale e quella di territorio in particolare.